# هیکوه
هیکوه (هیکو) یکی از روستاهای  طبری‌زبان دهستان چاشم در شهرستان مهدیشهر است.
چراغعلی اعظمی سنگسری می‌نویسد: "اهالی این روستا به دلیری مشهور بوده‌اند"
این روستا از طریق یک جادهٔ سخت‌گذر کوهستانی به طول ۱۳ کیلومتر به روستای چاشم که مرکز دهستان چاشم می‌باشد متّصل می‌شود ولی مسیر اصلی رفت‌وآمد به هیکوه جادهٔ دهستان پشتکوه (از طریق پرور و کلیم) می‌باشد چنان‌که در زبان عرف نیز هیکوه از روستاهای دهستان پشتکوه شمرده می‌شود.

## جمعیت
بر پایه سرشماری عمومی نفوس و مسکن در سال ۱۳۹۵ جمعیت این روستا ۱۷۳ نفر (۵۹خانوار) بوده‌است.
بر اساس سرشماری سال ۱۳۸۵، جمعیت این روستا ۶۲ نفر (۲۹ خانوار) بوده‌است.

## نگارخانه

خانه‌های کاه‌گلی قدیمی
بزنگاه یکی از ییلاقات اهالی هیکوه
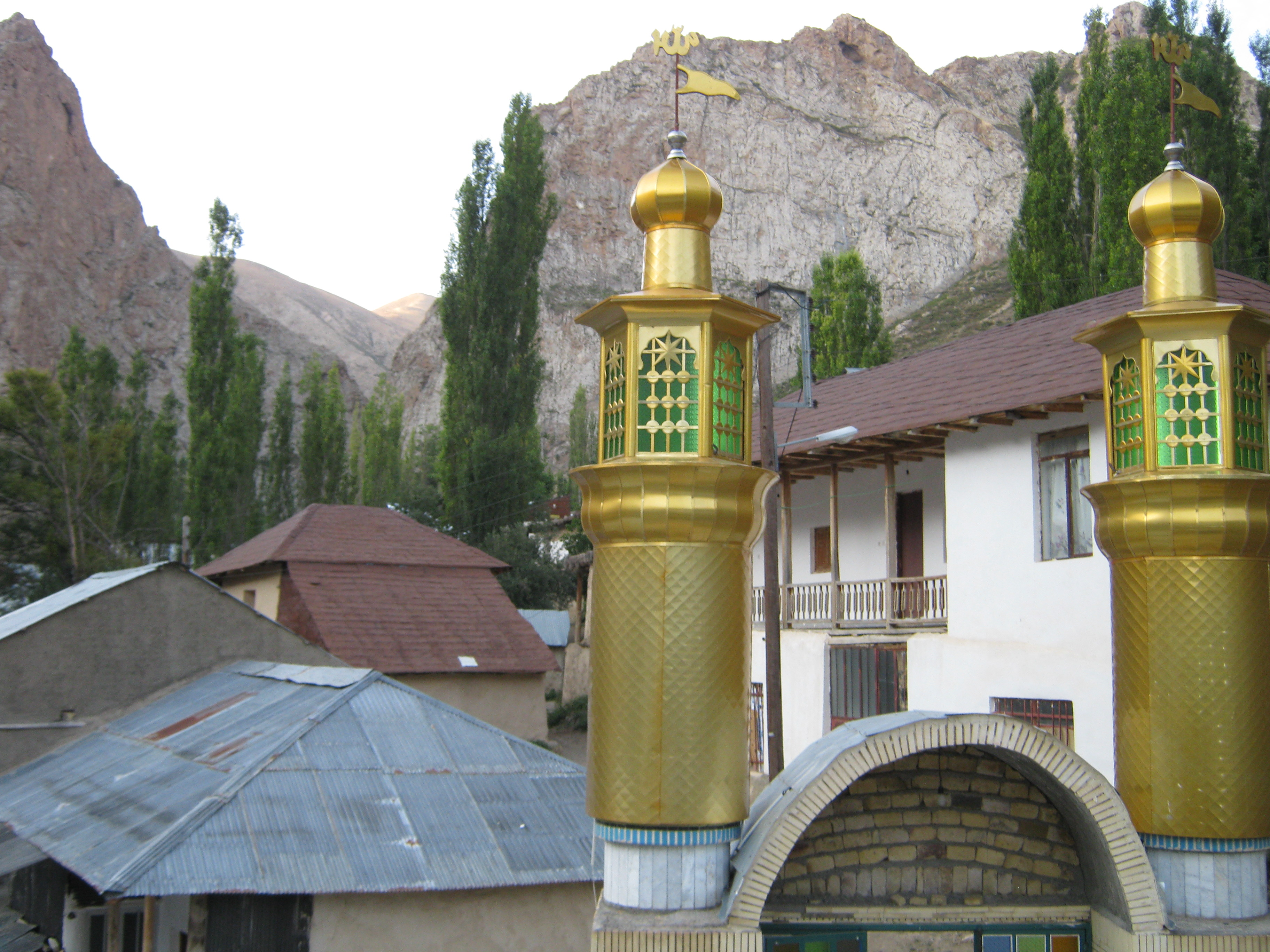
مسجد روستای هیکوه